# Calao à casque jaune
Ceratogymna elata
Espèce
Statut de conservation UICN

 VU A2cd+3cd+4cd : Vulnérable
Le Calao à casque jaune (Ceratogymna elata) est une espèce d'oiseaux de la famille des Bucerotidae.

## Habitat et répartition

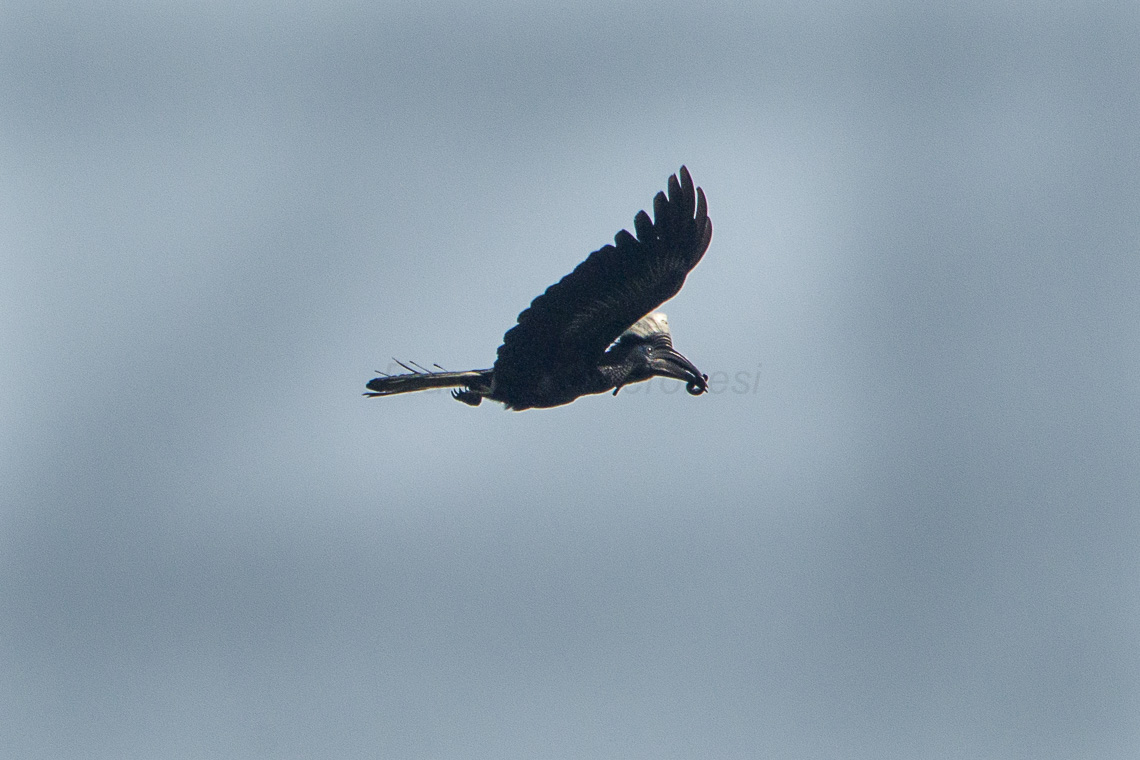
un calao en vol au Ghana

Son aire s'étend sur les forêts humides d'Afrique de l'Ouest : de la Casamance au Cameroun.

## Mensurations
Il mesure de 60 à 70 cm.

## Alimentation
Il se nourrit surtout de fruits (particulièrement d'Elaeis guineensis).